# Lagen (1945:342) om verkställighet av frihetsstraff
Lagen (1945:342) om verkställighet av frihetsstraff upphörde att gälla 1964 då lagen (1964:541) om behandling i fångvårdsanstalt trädde i kraft.
Lagen om behandling i fångvårdsanstalt upphörde att gälla den 1 juli 1974 då lagen (1974:202) om beräkning av strafftid med mera, lagen (1974:203) om kriminalvård i anstalt och lagen (1974:204) om ikraftträdande av vissa lagar på kriminalvårdens område trädde i kraft.
Dessa lagar har till stor del upphört att gälla 1 april 2011 då Fängelselagen (2010:610) och Fängelseförordningen (2010:2010) trädde i kraft.
Med lagen avskaffades cellstraffet slutligen definitivt i Sverige.